# Фрументарии
Фрумента́рии (лат. frumentarii, единственное число frumentarius от frumentum — зерно) — в Древнем Риме первоначально военнослужащие, занимавшиеся поставками хлеба для армии, а затем наделённые функциями фельдъегерей и политического сыска.

## История возникновения

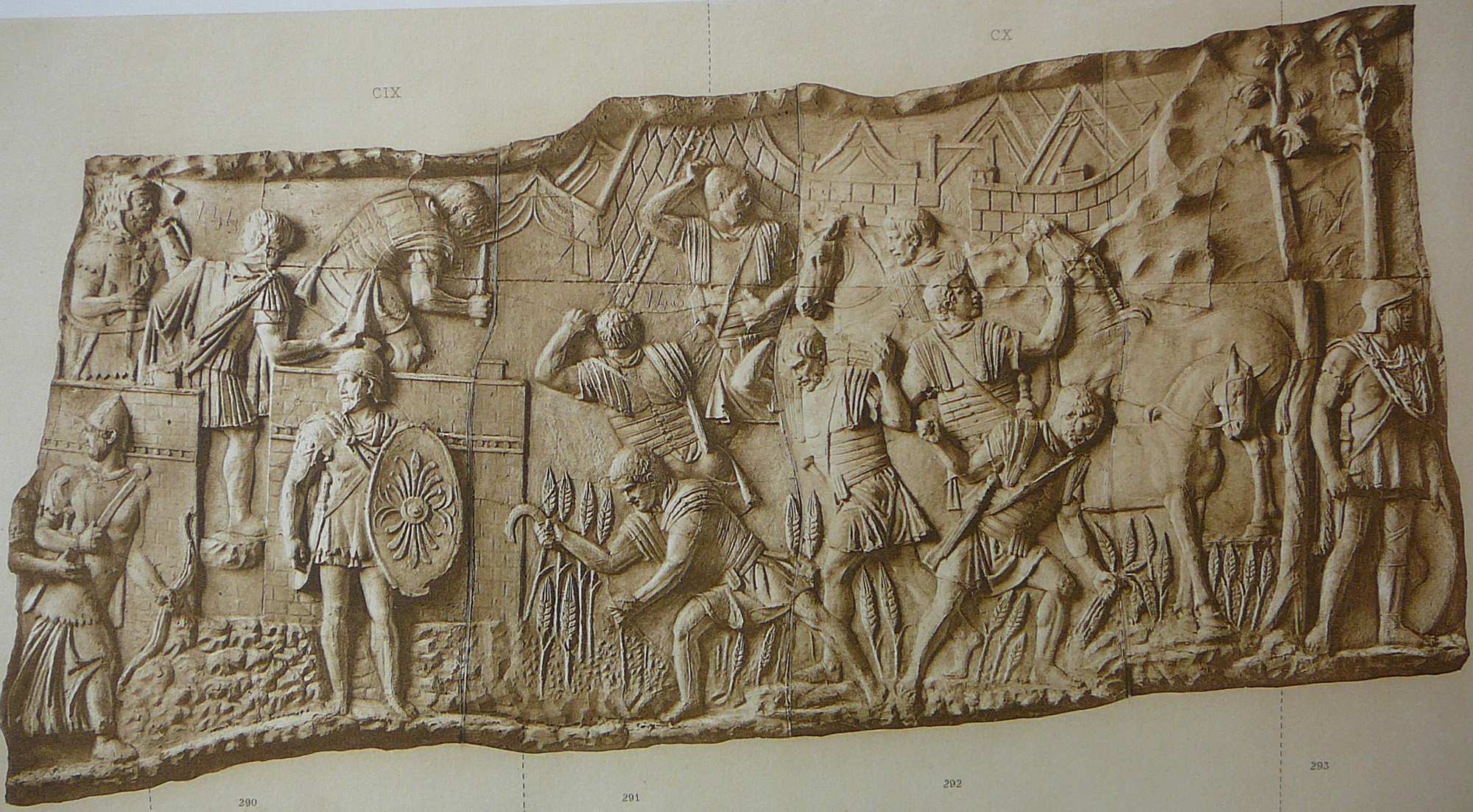
Римские воины жнут хлеб в поле. Рельеф с колонны Траяна

Термином «фрументарий» в римском военном лексиконе обозначались поставщики хлеба для армии, интендант по продовольствию. В эпоху принципата в I—III веках н. э. продовольствие по фиксированным ценам покупалось у частных лиц, проживавших в районе, где располагалась или проходила армия. При необходимости дополнительные партии зерна закупались по коммерческим ценам на рынке. Со временем обязательные поставки превратились в постоянный налог для провинциалов, так называемую аннону.
Для закупок и сбора зерна из числа принципалов легиона выделялся фрументарий с приданными ему воинами. Они должны были вначале транспортировать зерно на склады, а затем доставить в действующую армию. Находясь в постоянных разъездах, фрументарии хорошо знали дороги, обычаи и язык населения, имели повсюду связи и владели ценной информацией. Поэтому они часто использовались для сбора сведений о положении на местах. А для настоящих разведчиков и шпионов, в свою очередь, должность фрументария являлась идеальным прикрытием их деятельности.
Единого мнения о том, когда именно фрументарии были наделены функциями политического сыска, нет. Вообще в традициях Древнего Рима начиная с эпохи царей был бдительный контроль государства над гражданами: в источниках упоминаются соглядатаи Тарквиния Гордого; в период республики эдилы и цензоры следили за образом жизни каждого гражданина. Складывание в период правления Августа почтового ведомства и бурное развитие дорожной инфраструктуры в первые века н. э. создали предпосылки для создания имперской службы внутренней безопасности.
В Риме, скорее всего, в правление Домициана (81—96), самое позднее при Адриане (117—138) был создан подчинённый префекту претория небольшой (90—100 человек) регулярный отряд numerus frumentariorum. Им командовал особый офицер, носивший звание princeps peregrinorum и по рангу соответствующий старшему центуриону легиона. Его заместителем был subprinceps, в ранге центуриона. По надписям известны также и другие должности членов этого отряда, такие как optio peregrinorum, aedilis castrorum или exercitator. Размещался numerus frumentariorum в Castra Peregrina («Лагере чужеземцев») на Целии. Поэтому в некоторых надписях по наименованию лагеря фрументарии именуются перегринами. Подобное словоупотребление некогда дало основание для ошибочной гипотезы о существовании особого подразделения с таким названием. Однако, похоже, речь идет лишь о разных именах одного и того же отряда. Фрументарии имели стоянки и за городской чертой Рима. Они засвидетельствованы в Остии, Велитрах, Формии и Путеолах. Надписи упоминают также об их присутствии в провинциях, хотя здесь они встречаются несравненно реже, чем в столице империи. Если в Риме известно около 40 надписей, оставленных фрументариями, то в провинциях их насчитывается лишь 16.
Фрументарии также входили в штат канцелярий провинциальных наместников. В ведении наместника находились как гражданские, так и военные дела: он должен был быть информирован обо всем важном и значительном, что происходило в провинции, и именно на фрументариев возлагались различного рода поручения по налаживанию связи и передачи информации. Частично сохранившаяся надпись из Ламбезиса, резиденции наместника Нумидии, датируемая началом III века, даёт следующий перечень сотрудников канцелярии: четверо speculatores (разведчиков), тридцать beneficiarii consulares (бенефициариев), шесть candidati (кандидатов), пять человек, аттестованных ex frum[entario], то есть из фрументариев. Обычно эти люди делегировались в штат канцелярии из легионов, размещённых на территории провинции. Как правило, к тому моменту они уже занимали одну из должностей младших принципалов в легионе и, соответственно, имели за плечами опыт административной работы. Отбыв свой срок службы в канцелярии наместника, они получали повышение до следующего по рангу звания бенефициария и продолжали свою службу на территории провинции.
Наместник мог также отправить наиболее отличившихся по службе сотрудников в Рим. Здесь они вступали в состав numerus frumentariorum и могли или делать карьеру в составе отряда с перспективой повышения до звания центуриона при переводе обратно в легионы, или делегироваться в состав наместнических канцелярий других провинций, прежде всего, лишённых гарнизона, также с перспективой повышения по званию. Фрументарий часто служил в областях, сильно удалённых от места дислокации своего легиона. Его регистрация в легионе была простой формальностью, а статус отличался от статуса обычного военнослужащего: выполняя приказы наместников, агент продолжал служить императору. Таким образом, принцепсы держали под контролем своих наместников, установив за ними непосредственное наблюдение. Вместе с тем фрументарии не были тайной полицией в современном понимании. Они были солдатами, взятыми на службу центральными или провинциальными властями для решения особых задач. При этом разведывательная деятельность фрументариев лишь теоретически могла привести их в непосредственное соприкосновение с внешним врагом. В рядах вооружённых сил они служили внутренними осведомителями и вполне могли предотвратить своевременным доносом солдатский бунт.
Карьера секретного агента долгое время была не более многообещающей, чем любое другое назначение. Только в III веке, при Северах, фрументарии становятся префектами претория и сенаторами. Показательна в этом отношении карьера Марка Оклатиния Адвента. Военную службу он начал около 180 года простым солдатом, затем стал разведчиком (лат. speculator) и, наконец, фрументарием. Будучи направленным в numerus frumentariorum в Рим, Адвент сделал карьеру в составе отряда, став вначале centurio frumentarius, а затем princeps peregrinorum, то есть начальником всего отряда. Затем он исполнял обязанности прокуратора в Британии. Наконец, в 212 году Каракалла назначил его префектом претория. После убийства Каракаллы кандидатура Адвента была первой, предложенной военными в качестве нового императора, но он отказался от власти в пользу Макрина. Примечательно, что два преемника Адвента на должности princeps peregrinorum, Ульпий Юлиан и Юлиан Нестор, также достигли должностей префектов претория в правление Макрина, поскольку, как утверждает современник событий Дион Кассий, «приобрели расположение императора, удовлетворяя его нечестивое любопытство».

## Функции

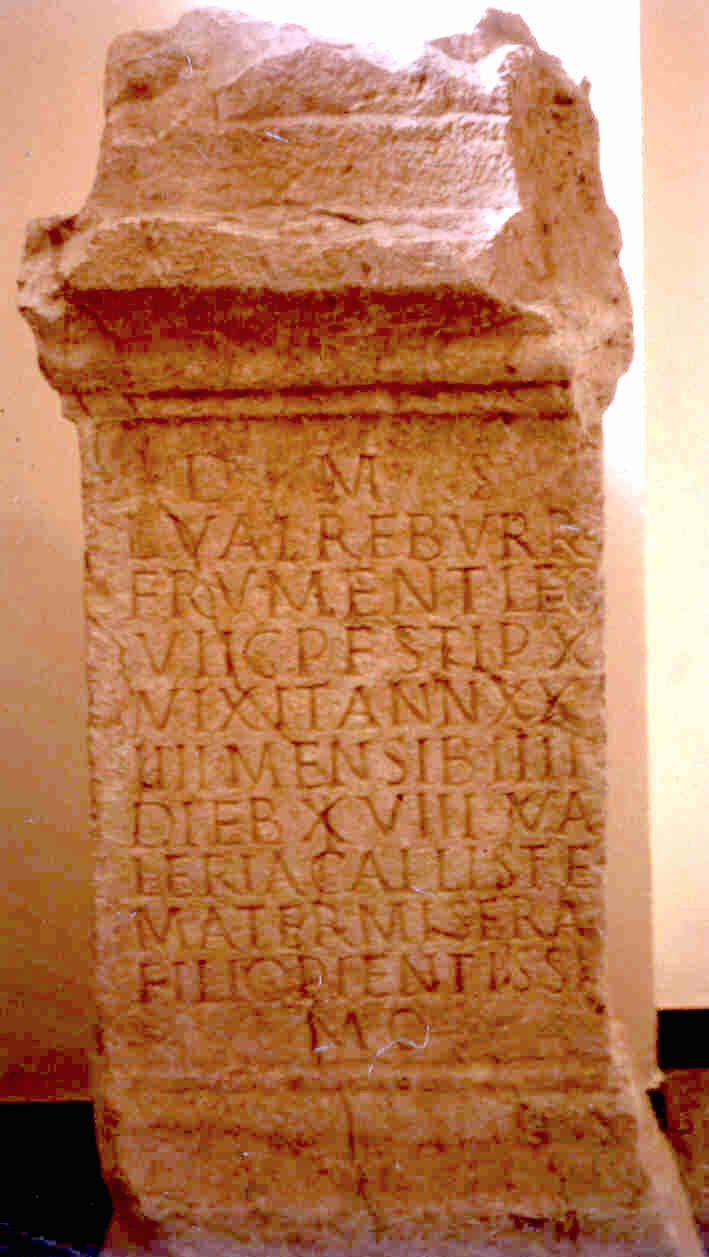
Надгробие Луция Валерия Ребуррина, фрументария VII Сдвоенного легиона

Фрументарии, остававшиеся в составе легиона, по-прежнему занимались хлебозаготовками. Обязанности тех из них, кто был командирован в состав канцелярии наместника провинции, были главным образом связаны с курьерской службой. Они перевозили из Рима в провинции и обратно императорские письма и указы. Дион Кассий, рассказывая о карьере Адвента, называет его «вестником» и «письмоводителем», хотя известно, что тот как раз служил фрументарием.
Помимо курьерских обязанностей, фрументарии разделяли с разведчиками полицейские функции, например, поиск и преследование разбойников, содержание заключённых под стражей, надзор за рудниками и карьерами, где работали осуждённые преступники. Во время гонений на христиан фрументарии шпионили за ними и производили аресты. Так, в 258 году фрументарии арестовали карфагенского епископа св. Киприана и препроводили его к трибуналу проконсула в Утике. Евсевий Кесарийский приводит в своём сочинении выдержку из письма александрийского епископа Дионисия, в котором тот рассказывает, как в 250 году ему пришлось скрываться от преследований:

Ещё раньше, когда при Деции объявлено было гонение, в тот же час были посланы фрументарии разыскать меня; я четыре дня сидел дома, ожидая прихода фрументария, а тот кружил по всей окрестности, выслеживая меня по дорогам, рекам, по полям, где, подозревал он, я прячусь или разгуливаю. Как поражённый слепотой, он не смог найти дом, да и не верил, что я сижу дома, когда меня преследуют.

Однако наиболее широкую известность фрументарии получили в качестве шпионов и тайных осведомителей на службе императора. Они вскрывали письма, следили за знатными людьми и простолюдинами, принимали доносы, выдвигали обвинения и имели право заключать в тюрьмы любых подозрительных лиц. Первое прямое свидетельство об этой стороне их деятельности появляется в жизнеописании Адриана. Этот император, отличавшийся болезненной подозрительностью и столь же неуёмным любопытством, по словам его биографа Элия Спартиана, использовал фрументариев, собирая сведения о личной жизни своих приближённых.
Он внимательно следил не только за своим домом, но и за домами своих друзей, так что через своих тайных агентов узнавал все их тайны; его друзья даже не думали, что их жизнь так хорошо известна императору, пока сам император не открывал им этого. Можно поместить здесь забавный рассказ, из которого ясно, что он собрал много сведений о своих друзьях. Когда одному из них жена написала, что он, увлечённый удовольствиями и купаниями, не хочет к ней вернуться — об этом через тайных агентов узнал Адриан. В ответ на его просьбу дать ему отпуск император упрекнул его за купания и удовольствия. «Неужели, — воскликнул тот, — и тебе моя жена написала то же, что и мне?»
Никто, будь он высокого или низкого происхождения, не мог избежать наблюдения. Видные военачальники, сенаторы, просто неблагонадёжные — все находились под надзором. Макрин через фрументариев узнавал о предосудительных поступках своих воинов, Александр Север с их помощью раскрыл заговор сенатора Овиния Камилла, Галлиену агенты передавали то, что о нём говорили высокопоставленные чиновники.
Помимо слежки и ареста в число секретных обязанностей фрументариев входило также и физическое устранение неугодных императору лиц. По приказу префекта претория Перенна фрументарии заманили в засаду и убили Саотера, фаворита Коммода, вызывавшего всеобщее возмущение своим предосудительным поведением. Дидий Юлиан в 193 году посылал старшего центуриона фрументариев Аквилия, «известного как убийца сенаторов», для устранения своих политических конкурентов Песценния Нигера и Септимия Севера. Правда, эта миссия потерпела неудачу.
Север, став императором, впоследствии также не гнушался при помощи фрументариев тайно расправляться со своими противниками. Опасаясь британского наместника Клодия Альбина, но не имея против него прямых улик, Север в 196 году решил устранить его руками своих тайных агентов. Геродиан сообщает:

Вызвав самых верных из тех, кто обычно доставляет императорские письма, он даёт им указания, представ перед Альбином, при всех вручить ему письма и попросить его отойти в сторону и наедине выслушать секретные указания; когда же он согласится и окажется без телохранителей, неожиданно напасть на него и убить.

Эта миссия также не имела успеха. Клодий Альбин, хорошо знавший нрав Севера, держался настороже и приказал схватить и допросить императорских курьеров прежде чем те успели что-либо предпринять.

## Упразднение
На протяжении I—III веков сфера деятельности фрументариев расширялась прямо пропорционально увеличению властных полномочий императоров. Они начали подменять собой местных чиновников и судей, претендовать на то, чтобы самим взимать пошлины, судить и заключать в тюрьму. Но для принцепсов была важнее другая сторона деятельности фрументариев: агенты контролировали население, отслеживали передвижения подозрительных субъектов, наблюдали за настроениями в армии и канцеляриях наместников. Для выявления неблагонадёжных использовались все известные средства (шантаж, угрозы), что неизбежно задевало достоинство римских граждан. Элий Спартиан в «Жизнеописании Адриана» отмечает, что особому порицанию современниками подвергалась привычка императора через своих агентов производить перлюстрацию писем.
В своей деятельности фрументарии имели немало возможностей для злоупотреблений, как по указу начальствующих над ними лиц, так и по собственной инициативе. Аврелий Виктор сообщает, что они «…выведывали и доносили о всяких волнениях в провинциях, составляли бессовестные обвинения, наводили на всех страх, особенно в наиболее отдалённых землях, и всех позорно грабили».
Из-за многочисленных нареканий к концу III века фрументарии стали пользоваться настолько дурной славой, что Диоклетиан был вынужден вовсе упразднить их службу, снискав этим решением большую популярность. Вскоре, однако, возникла другая аналогичная структура, так называемые agentes in rebus. Они так же со временем эволюционировали от курьерской службы, подчинённой ведомству магистра оффиций, до подобия тайной полиции.